# Димитар Кондовски
Димитар Кондовски (1927 – 1993) је био македонски сликар, критичар и професор Педагошке академије у Скопљу. Рођен је у Прилепу, а сликарско образовање је стекао на Академији ликовних уметности у Београду. Живио је и радио у Скопљу. Користећи модерни ликовни исказ, он у својим дјелима одражава богату традицију средњовјековне македонске умјетности. Добио је 1964. године Октобарску награду СР Македоније за сликарство, и награде на међународном бијеналу у Александрији и 2. тријеналу у Београду. Умро је у Скопљу 1993. године.